# Pitman (Nueva Jersey)
Pitman es un borough ubicado en el condado de Gloucester, Nueva Jersey, Estados Unidos. Tiene una población estimada, a mediados de 2022, de 8861 habitantes.

## Geografía
La localidad está ubicada en las coordenadas 39°43′59″N 75°7′47″O / 39.73306, -75.12972 (39.733094, -75.129673).

## Demografía
Según el censo de 2000, en ese momento los ingresos medios de los hogares de la localidad eran de $49,743 y los ingresos medios de las familias eran de $59,419. Los hombres tenían ingresos medios por $40,894 frente a los $30,889 que percibían las mujeres. Los ingresos per cápita para la localidad eran de $22,133. Alrededor del 5.6% de la población estaba por debajo del umbral de pobreza.
De acuerdo con la estimación 2017-2021 de la Oficina del Censo, los ingresos medios de los hogares de la localidad son de $84,303 y los ingresos medios de las familias son de $108,314. Los ingresos per cápita en los últimos doce meses, medidos en dólares de 2021, son de $ 40,323. Alrededor del 4.3% de la población está por debajo del umbral de pobreza.